# Cot Pawang
Cot Pawang är en kulle i Indonesien.   Den ligger i provinsen Aceh, i den västra delen av landet, 1 900 km nordväst om huvudstaden Jakarta. Toppen på Cot Pawang är 278 meter över havet. Cot Pawang ligger på ön Pulau We.
Terrängen runt Cot Pawang är kuperad söderut, men åt nordost är den platt. Havet är nära Cot Pawang västerut. Närmaste större samhälle är Sabang, 7,2 km nordost om Cot Pawang. 